# لو سار
لي سارس (بالفرنسية: Le Sars)‏ هي بلدية تقع في إقليم باد كاليه من منطقة نور با دو كاليه في شمال فرنسا. تبلغ مساحة هذه المدينة 5.11 (كم²)، وترتفع عن سطح البحر 121 م، يبلغ عدد سكانها 177 نسمة حسب إحصاء المعهد الوطني للإحصاء والدراسات الاقتصادية سنة 2009 م. وترأس Denis Basseux البلدية خلال فترة (2008-2014).